# Camelot Software Planning
Pour les articles homonymes, voir Camelot (homonymie).
Camelot Software Planning est un studio japonais de développement de jeux vidéo second party de Nintendo, célèbre pour avoir développé les séries Mario Golf et Mario Tennis ainsi que la série de RPG Golden Sun, très appréciée par les joueurs et la presse spécialisée.
Camelot fut fondé en 1990 comme étant un studio de développement appartenant à Sega connu sous le nom de Sonic! Software Planning. La société se fit une renommée mondiale en développant la célèbre série de tactical RPG, Shining. Rebaptisée Camelot Software Planning en 1995, la compagnie devient autonome mais continue à travailler pour Sega avec notamment la trilogie Shining Force III. Sega se sépare totalement de Camelot en 1998, le studio signe alors un contrat d'exclusivité avec Nintendo lui permettant de développer des jeux de sports mettant en scène la mascotte de la firme : Mario. Camelot ne renia pas non plus ses origines et développa les deux volets Golden Sun sur Game Boy Advance, un RPG fortement influencés par la série des Shining.
Actuellement le studio est dirigé par Hiroyuki Takahashi et son frère Syuogo.

## Jeux développés
Pour Sega
- 1991 : Shining in the Darkness (Mega Drive) (codéveloppé avec Climax Entertainment)
- 1992 : Shining Force (Mega Drive) (codéveloppé avec Climax Entertainment)
- 1992 : Shining Force Gaiden (Game Gear)
- 1993 : Shining Force Gaiden II: Sword of Hayja (Game Gear)
- 1993 : Shining Force II (Mega Drive)
- 1994 : Shining Force CD (Mega-CD)
- 1995 : Shining Force Gaiden: Final Conflict (Game Gear)
- 1995 : Shining Wisdom (Saturn)
- 1996 : Shining the Holy Ark (Saturn)
- 1997 : Shining Force III: Scenario 1 (Saturn)
- 1998 : Shining Force III: Scenario 2 (Saturn)
- 1998 : Shining Force III: Scenario 3 (Saturn)
- 1998 : Shining Force III: Premium Disc (Saturn)

Pour Sony Computer Entertainment
- 1995 : Beyond the Beyond (PlayStation)
- 1997 : Everybody's Golf (PlayStation)
- 1998 : Everybody's Golf (PlayStation)

Pour Nintendo
- 1999 : Mario Golf (Nintendo 64, Game Boy Color)
- 2000 : Mario Tennis (Nintendo 64, Game Boy Color)
- 2001 : Golden Sun (Game Boy Advance)
- 2001 : Mobile Golf (Game Boy Color)
- 2002 : Golden Sun : L'Âge perdu (Game Boy Advance)
- 2003 : Mario Golf: Toadstool Tour (GameCube)
- 2004 : Mario Golf: Advance Tour (Game Boy Advance)
- 2004 : Mario Power Tennis (GameCube)
- 2005 : Mario Tennis: Power Tour (Game Boy Advance)
- 2007 : We Love Golf! (Wii)
- 2008 : New Play Control! Mario Power Tennis (Wii)
- 2010 : Golden Sun : Obscure Aurore (Nintendo DS)
- 2012 : Mario Tennis Open (3DS)
- 2014 : Mario Golf: World Tour (3DS)
- 2015 : Mario Tennis: Ultra Smash (Wii U)
- 2017 : Mario Sports Superstars (3DS)
- 2018 : Mario Tennis Aces (Nintendo Switch)
- 2021 : Mario Golf: Super Rush (Nintendo Switch)

Annulé
- I Love Golf - (PC)[2]